# Шляппо, Виталий Петрович
Вита́лий Петро́вич Шляппо́ (род. 18 июня 1975, Витебск, Витебская область, Белорусская ССР) — белорусский и российский сценарист и продюсер.

## Биография
В 1992 году окончил среднюю школу деревни Должа. В 1997 году окончил Витебский государственный университет (математический факультет).
Член Академии российского телевидения. Обладатель премий АПКиТ, ТЭФИ, Золотой орёл.
С 1999 по 2002 год Виталий Шляппо был капитаном команды КВН Белорусского государственного университета, которая дважды становилась чемпионом «Высшей лиги» (в 1999 и 2001 годах).
С 2002 по 2003 год — сценарист на студии «Пилот-ТВ».
С 2003 по 2005 год — работал сценаристом на телеканале РЕН ТВ.
С 2005 по 2011 год — работа на канале СТС в качестве сценариста и креативного продюсера. Участвовал в создании ряда популярных проектов: в частности, писал сценарии для скетч-шоу «6 кадров», шоу импровизаций «Слава Богу, ты пришёл!», ситкома «Папины дочки». Продюсировал скетч-шоу «Даёшь молодёжь!», «Одна за всех» и другие проекты.
С 2011 года по настоящее время — генеральный продюсер и член совета директоров студии «Yellow, Black and White». Создатель успешных проектов: ситкомов «Кухня», «Отель Элеон», «Ивановы-Ивановы», фильмов «Кухня в Париже», «Кухня. Последняя битва», «Отель Белград», «Холоп», трилогии «Последний богатырь» и других. Генеральный продюсер фильма «Текст», сериалов «Содержанки», «Шторм», «Вампиры средней полосы».
С 2018 по 2020 год был генеральным продюсером телеканала «Супер».
Один из основателей и генеральный продюсер видеосервиса Start, запущенного в 2017 году.

## Творческая деятельность

### Программы
- 2002—2003 — Тушите свет — сценарист
- 2005 — Дорогая передача — сценарист
- 2006—2015 — 6 кадров — сценарист (1—2 сезоны), креативный продюсер (3—5 сезоны), продюсер (7—8 сезоны)
- 2006—2010 — Слава Богу, ты пришёл! — сценарист (1—2 сезоны), продюсер (5 сезон)
- 2007 — Игры разума — сценарист
- 2009—2013 — Даёшь молодёжь! — продюсер
- 2009—2017 — Одна за всех — продюсер
- 2009—2010 — Видеобитва — продюсер
- 2009 — Неоплачиваемый отпуск — продюсер
- 2009—2016 — Шоу «Уральских пельменей» — продюсер
- 2010—2011 — Случайные связи — продюсер
- 2011 — Мосгорсмех — продюсер
- 2011—2013 — Нереальная история — продюсер
- 2011—2013 — Люди Хэ — продюсер
- 2014 — Рецепт на миллион — продюсер
- 2014 — 17+ — продюсер
- 2015 — Это любовь — продюсер
- 2018 — Трудно быть боссом — продюсер
- 2018 — Смешное время — продюсер
- 2019 — Короче — продюсер

### Телесериалы
- 2005 — Студенты — разработка идеи, сценарист
- 2005 — Туристы — разработка идеи, сценарист
- 2005 — Фирменная история — сценарист
- 2006—2007 — Папа на все руки — креативный продюсер, сценарист
- 2007—2013 — Папины дочки — разработка идеи, сценарист (1 сезон), руководитель сценарных групп (1—16 сезоны), продюсер (19—20 сезоны)
- 2008 — Я лечу — разработка идеи
- 2010 — Однажды в милиции — автор идеи, продюсер
- 2010 — Галыгин.ру — продюсер
- 2010 — Игрушки — разработка идеи, продюсер, сценарист
- 2011—2018 — Светофор — продюсер
- 2012 — Кто, если не я? — продюсер
- 2012 — Со мною вот что происходит — продюсер
- 2012—2016 — Кухня — автор идеи, продюсер, руководитель авторских групп
- 2013 — Думай как женщина — продюсер
- 2013 — Местные новости — продюсер
- 2013—2015 — Последний из Магикян — автор идеи, продюсер, сценарист
- 2013—2016 — Два отца и два сына — автор идеи, продюсер
- 2013—2014 — Братья по обмену — продюсер
- 2014—2015 — Корабль — продюсер
- 2014 — Неформат — продюсер
- 2014—2015 — Анжелика — продюсер
- 2014 — Сын за отца — продюсер
- 2015 — Папа на вырост — продюсер
- 2015—2020 — Родители — продюсер
- 2015 — Как я стал русским — продюсер, руководитель авторских групп
- 2015—2017 — Мамочки — продюсер
- 2016—2017 — Крыша мира — продюсер
- 2016—2017 — Отель Элеон — автор идеи, продюсер, руководитель авторских групп
- 2017 — Стройка — продюсер
- 2017 — Бесстыдники — продюсер
- 2017—2018 — Ивановы-Ивановы — автор идеи, продюсер (1—2 сезоны), руководитель авторских групп (1 сезон)
- 2017 — Бумеранг — продюсер
- 2018 — Лапси — продюсер
- 2018 — Вне игры — продюсер
- 2018—2021 — Бывшие — продюсер
- 2018—2021 — Гранд — автор идеи, продюсер, руководитель авторских групп
- 2018—2021 — Фитнес — продюсер
- 2019—2021 — Содержанки — продюсер
- 2019 — Лучше, чем люди — продюсер
- 2019—2021 — ИП Пирогова — продюсер
- 2019 — Шторм — продюсер
- 2020—2021 — Война семей — продюсер, сценарист
- 2020—2021 — 257 причин, чтобы жить — продюсер
- 2020 — Надежда — продюсер
- 2020 — Хороший человек
- 2020 — Шерлок в России — продюсер
- 2021 — Вампиры средней полосы — продюсер
- 2021 — Контейнер — продюсер
- 2022 — Алиса не может ждать — продюсер
- 2022 — Чёрная весна — продюсер
- 2023 — Папины дочки. Новые — продюсер, сценарист
- 2023 — Медиатор. 3 сезон — продюсер
- 2024 — Престиж — продюсер

### Фильмы
- 2014 — Кухня в Париже — продюсер, сценарист
- 2014 — Любит не любит — продюсер
- 2015 — Без границ — продюсер
- 2016 — Ставка на любовь — продюсер
- 2016 — СуперБобровы — продюсер, сценарист
- 2016 — Страна чудес — продюсер
- 2017 — Гуляй, Вася! — продюсер
- 2017 — Везучий случай — продюсер
- 2017 — Кухня. Последняя битва — продюсер, сценарист
- 2017 — Последний богатырь — продюсер, сценарист
- 2018 — СуперБобровы. Народные мстители — продюсер
- 2019 — Завод — продюсер
- 2019 — Тобол — продюсер
- 2019 — Трезвый водитель — продюсер
- 2019 — Текст — продюсер
- 2019 — Сторож — продюсер
- 2019 — Холоп — продюсер
- 2020 — Отель «Белград» — продюсер
- 2020 — Текст. Реальность — продюсер
- 2020 — Непосредственно Каха — продюсер
- 2021 — Последний богатырь: Корень зла — продюсер, сценарист
- 2022 — Чебурашка — продюсер
- 2023 — Дыхание — продюсер
- 2024 — Один день в Стамбуле — продюсер

## Награды
- ТЭФИ 2009 — в номинации «Сценарист телевизионного художественного сериала» (за ситком «Папины дочки»)[7].
- ТЭФИ 2011 — в номинации «Продюсер телевизионной программы» (за скетчком «Одна за всех»)[8]

Многие проекты Виталия Шляппо являются обладателями премий АПКиТ (сериалы «Шторм», «257 причин, чтобы жить»), ТЭФИ (сериал «ИП Пирогова»), НИКА (сериал «Шторм»), Золотой орёл (фильм «Текст»).